# Catharsius straeleni
Catharsius straeleni är en skalbaggsart som beskrevs av Ferreira 1963. Catharsius straeleni ingår i släktet Catharsius och familjen bladhorningar. Inga underarter finns listade.